# دوستارليماب
دوستارليماب (بالإنجليزية: Dostarlimab) وهو مادة مضاد أحادي النسيلة استخدم دواءً لمعالجة سرطان بطانة الرحم. وافقت الإدارة الأمريكية للغذاء والدواء FDA ووكالة الدواء الأوروبية EMA على استخدام عقار دوستارليماب طبيًا في الولايات المتحدة والاتحاد الأوروبي في أبريل 2021. تشمل الآثار الجانبية الشائعة: تعب ووهن عام، غثيان وإسهال، فقر دم والإمساك، ومن التأثيرات الجانبية الأقل شيوعًا: آلام المفاصل، حكة، طفح جلدي، حمى، قصور غدة درقية.
في عام 2022 أجريت دراسة في الولايات المتحدة استخدم فيها دوستارليماب لعلاج 12 شخصًا مصابين بسرطان المستقيم، وقد أظهرت النتائج الأولية اختفاء الأورام عند جميع المصابين بعد سنتين من التناول المنتظم للدواء، بانتظار إجراء دراسات واسعة لتأكيد النتائج وتحديد التأثيرات الجانبية المحتملة.

## الاستخدامات الطبية
الاستخدام الطبي الرئيسي لعقار دوستارليماب هو علاج سرطان الرحم المتقدم أو الناكس عند النساء البالغات، وقد رخصت إدارة الدواء والغذاء الأمريكية هذا الاستخدام السريري في 17 أغسطس 2021. ينتمي دوستارليماب للعلاجات المناعية وتجرى حاليًا عشرات التجارب السريرية عليه لعلاج الأورام الخبيثة، من أهمها التجارب الواعدة التي استخدم فيها لعلاج سرطان المستقيم وأظهرت نتائج مُبشرة.

## تاريخ
دوستارليماب هو مضاد أحادي النسيلة يعمل من خلال تثبيط أنزيم PD-1. دخل هذا العقار المرحلة الثانية والثالثة من التجارب السريرية اعتبارًا من عام 2020، وقد أعلنت الشركة المصنعة عن نتائج إيجابية أظهرها الدواء لعلاج سرطان الرحم المتقدم والناكس عند النساء، وفي أبريل 2021 حصل الدواء على موافقة سريعة من إدارة الدواء والغذاء الأمريكية لاستخدامه عند السيدات المصابات بسرطان الرحم المتقدم أو الناكس واللواتي يعانين من خلل جيني معين يعطل إصلاح الحمض النووي ويؤهب للإصابة بسرطان الرحم.

## الوضع القانوني
تبنت لجنة المنتجات الطبية للاستخدام البشري (CHMP) التابعة لوكالة الأدوية الأوروبية رأيًا إيجابيًا حول الدواء في في 25 فبراير 2021، وأوصت بمنحه ترخيص تسويق مشروط لعلاج أنواع معينة من سرطان بطانة الرحم الناكس أو المتقدم، ثم حصل الدواء على ترخيص الاستخدام الطبي في الاتحاد الأوروبي في أبريل 2021، وبهذا يكون قد حصل على تراخيص الاستخدام في الولايات المتحدة والاتحاد الأوروبي.